# Patagoneta antarctica
Patagoneta antarctica (Tullgren, 1901) è un ragno appartenente alla famiglia Linyphiidae.
È l'unica specie nota del genere Patagoneta.

## Distribuzione
La specie è stata rinvenuta nel Cile.

## Tassonomia
Per la determinazione delle caratteristiche della specie tipo sono tenute in considerazione le analisi sugli esemplari di Linyphia antarctica Tullgren, 1901.
Dal 1985 non sono stati esaminati esemplari, né sono state descritte sottospecie al 2012.